# Frank Buddrus
Frank Buddrus (* 23. März 1967 in Wilhelmshaven) ist ein deutscher Polizeibeamter und seit dem 1. April 2017 Vizepräsident der Bundesanstalt für den Digitalfunk der Behörden und Organisationen mit Sicherheitsaufgaben (BDBOS).

## Leben
Nach dem Abitur absolvierte Buddrus ein Informatikstudium und war anschließend in verschiedenen Positionen im IT-Bereich tätig, u. a. als Fach- bzw. Sachbereichsleiter Information und Kommunikation im Bundespolizeipräsidium Nord.
Kenntnisse und Erfahrungen im Digitalfunk der Behörden und Organisationen mit Sicherheitsaufgaben (BOS) gewann er in verschiedenen Funktionen bei der Bundespolizei und im Zeitraum 2007 bis 2015 in seiner Rolle als Referent im Bundesministerium des Innern und für Heimat, wo Buddrus in der Fachaufsicht über die BDBOS an der Einführung des Digitalfunk BOS mitwirkte. Dort saß er 2008 bis 2013 u. a. der Arbeitsgruppe Taktisch/Betriebliche Zusammenarbeit vor. Im Jahr 2015 wechselte Frank Buddrus in die Bundesanstalt für den Digitalfunk der Behörden und Organisationen mit Sicherheitsaufgaben. Hier verantwortete der Leitende Polizeidirektor und Diplom-Informatiker bis 2017 den operativ-taktischen Betrieb des Digitalfunks BOS und war stellvertretender Abteilungsleiter Betrieb.
Seit dem 1. April 2017 ist Frank Buddrus Vizepräsident der BDBOS.